# Constantin Philipp Georg Sartori
Constantin Philipp Georg Sartori (* 14. Januar 1747 in Charlottenburg; † 1812) war ein deutscher Bildhauer und Stuckateur.

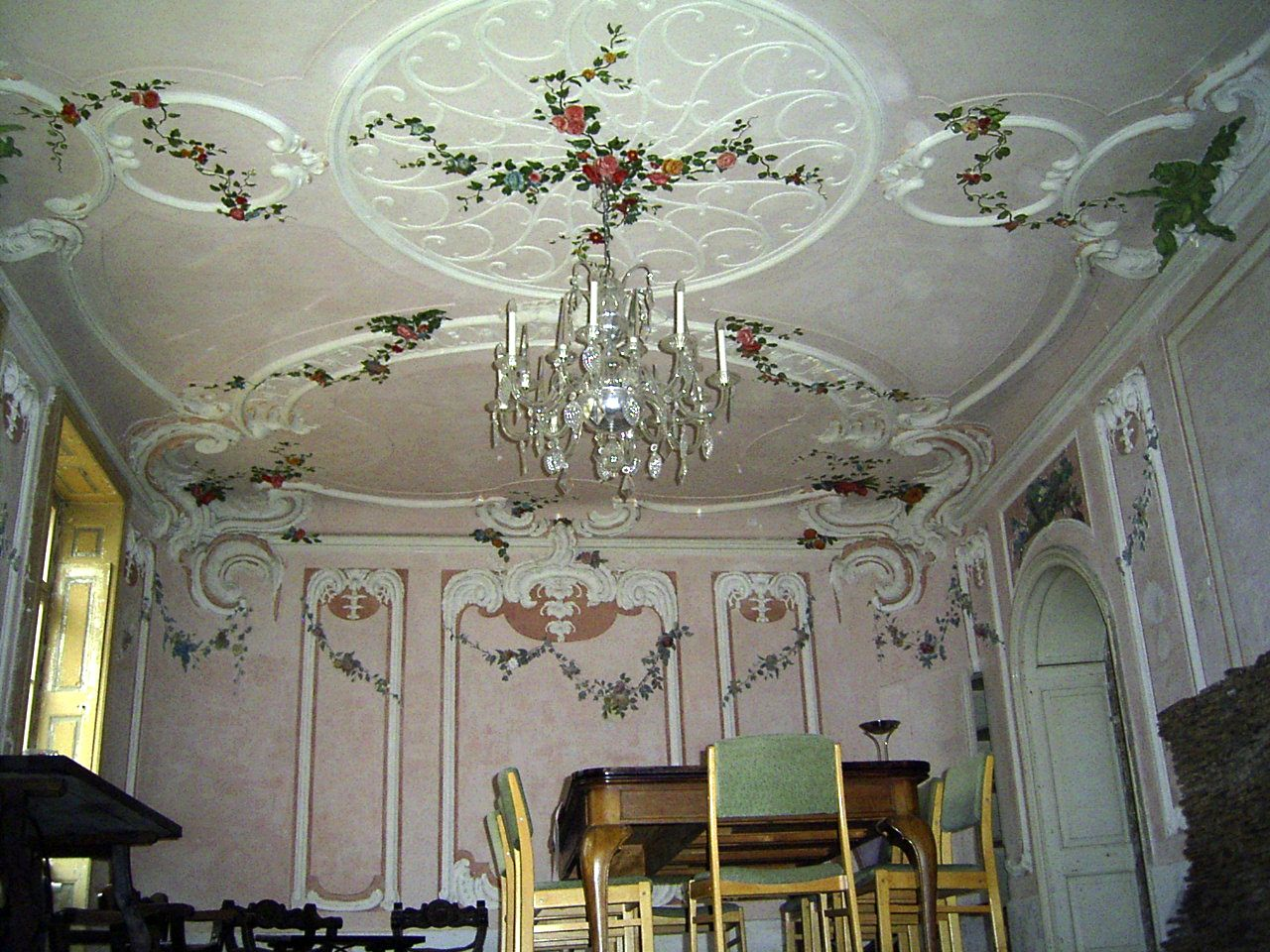
Stuckelemente im Rokokosaal der Max-Dortu-Grundschule Potsdam

## Leben und Werk
Constantin Philipp Georg Sartori wurde von seinem aus Wien stammenden Vater Carl Joseph Sartori (1709–1770) unterrichtet, der in königlich-preußischem Dienst stand. Die Familie hatte ihr Haus mit Werkstatt zunächst „an den Weinbergen in der Nauenschen Vorstadt“, später wohnte die Familie in Alt-Berlin, Leipziger Straße 21.
Nach Abschluss der Ausbildung und dem Tod des Vaters trat Sartori zunächst durch die Marmorstuckarbeiten im Belvedere auf dem Klausberg in Erscheinung, wo er 1771/72 zusammen mit dem Stuckateur Johann Michael Merck die Decke im unteren und die Wände im oberen Saal im späten Stil des Friderizianischen Rokoko ausführte. Daraufhin folgten zwischen 1772 und 1774 Stuckarbeiten in den Neuen Kammern. Zur gleichen Zeit führte Sartori, der den Ruf eines geschickten Künstlers hatte, Arbeiten in zahlreichen Potsdamer Bürgerhäusern, z. B. im Gebäude der heutigen Max-Dortu-Grundschule, und öffentlichen Gebäuden aus, z. B. dem Brandenburger Tor, dem Langen Stall und dem Militärwaisenhaus.
1775 kaufte Sartori für 1410 Taler die heruntergewirtschaftete Fayencefabrik Rewendt, die Christian Friedrich Rewendt 1739 in der Nauener Straße 7 in Potsdam gegründet hatte, und verkaufte das Haus seines Vaters. Die erfolgreiche Manufaktur schuf in den folgenden Jahren Fayencen und Ziervasen im klassizistischen Stil und wurde durch zwei Zweigstellen in Berlin erweitert, die erste 1779 in der Jüdenstraße, die zweite 1787 im Bärenschen Haus an der Ecke Markgrafen- und Kronenstraße. 1790 erweiterte er die Manufaktur um das Nachbarhaus und beschäftigte 19 Arbeiter, die neben Fayencen vornehmlich lackierte und vergoldete Ziervasen aus Gipsmasse fertigten. Am 22. Februar 1800 verkaufte Sartori schließlich die Fabrik mit Gewinn für 10.000 Reichstaler an den Unternehmer und Bankier Gottfried Bernhard von Eckardstein, der in Berlin gerade die Steingutfabrik Eckardstein gegründet hatte.
Neben der Leitung der Fayencefabrik arbeitete Sartori weiter als Stuckateur, insbesondere unter den Architekten Carl von Gontard, Carl Gotthard Langhans und Friedrich Wilhelm von Erdmannsdorff. So schuf er beispielsweise 1780/1785 nach Entwürfen Bernhard Rodes die Reliefs am Giebel und am Tambour des Deutschen Doms auf dem Gendarmenmarkt, 1787 die Supraporten und das Gesims des Schlafzimmers im Schloss Sanssouci und 1787 bis 1788 die Kassettendecke und den Ofen im Säulensaal im Berliner Schloss.

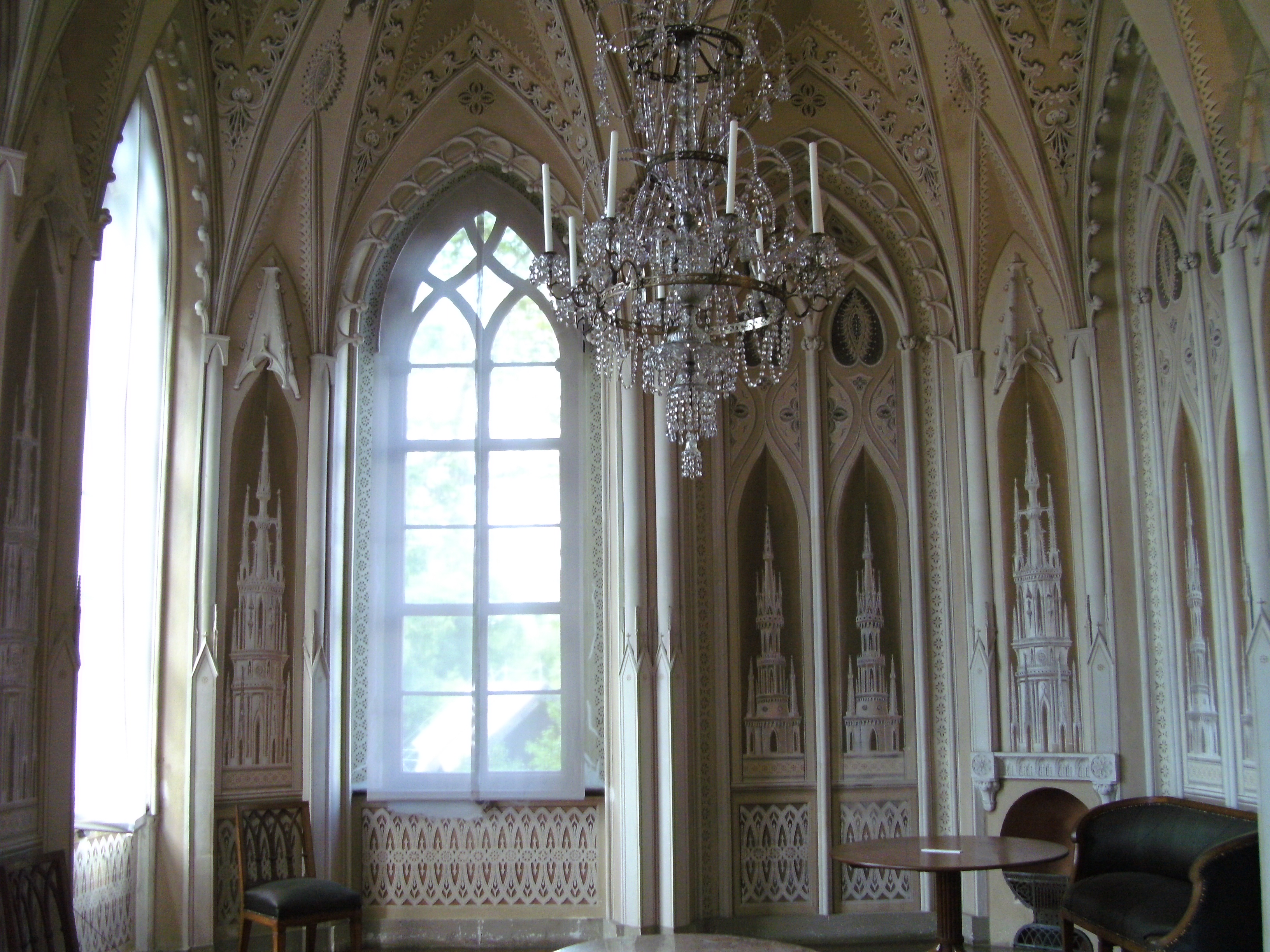
Gotischer Saal in der Meierei auf der Pfaueninsel mit Stuckaturen von Sartori, Entwurf von Michael Philipp Boumann

Weitere bekannte Werke Sartoris umfassen u. a. Bildwerken am Französischen Dom, vier Abgüsse nach antiken Statuen in der Einsiedelei am Potsdamer Jungfernsee und die Innenräume der Muschelgrotte im Neuen Garten (1791–1794). Auf der  Pfaueninsel schuf er Stuckaturen im neugotischen Saal der Meierei (1795–1797). Auch an der Innenausstattung des Schlosses Bellevue (1785/1791), des Marmorpalais (1787/1790), des Schlosses Monbijou (um 1790) und des Potsdamer Stadtschlosses war Sartori (1802–1804) beteiligt. Im Jahr vor seinem Tod war Sartori außerdem am Mausoleum der Königin Luise im Schlosspark Charlottenburg beteiligt, in dem er die Stuckdecken und Marmorstuckwände gestaltete.
Über den Tod Sartoris um das Jahr 1812 ist nichts bekannt.